# アバローのプリンセス エレナ
『アバローのプリンセス エレナ』（原題：Elena of Avalor）は、ディズニー製作の3Dアニメ番組である。2016年7月22日よりアメリカのディズニー・チャンネルで、2016年11月27日より日本のディズニー・チャンネルで放送開始。ディズニー初のラテン系プリンセスの物語で、『ちいさなプリンセス ソフィア』のスピンオフ作品。2017年4月2日から2017年8月27日、2019年6月2日から2020年3月29日までテレビ東京の『ディズニー・サンデー』内でも放送された。2017年7月23日からDlifeでも放送された。2025年2月3日からディズニージュニアでレギュラー放送が始まった。
ラテン風の特徴を持ったはるか遠い王国「アバロー」の、女王を目指す優しく勇敢なプリンセスの物語で、「ソフィア」よりも高い年齢層をターゲットにしている。
2017年3月18日には、本作の前日譚にあたる「ソフィア」とのコラボエピソードが日本初放送としてディズニー・チャンネルで放映された。
日本では字幕放送を実施。エレナの声は黄色、イザベルの声は水色、エステバンの声は緑色、その他のキャラクターの声は白で表示される。
2016年11月に行われた初回放送では、11月にディズニー・チャンネルで放送された全番組の中で、視聴率第1位を獲得した。

## あらすじ
陽気な音楽と魔法があふれ、アバローの守護者の空飛ぶ生き物ジャークインに守られているアバロー王国。16歳のプリンセスのエレナは家族と幸せに暮らしていたが、アバローの支配を企む悪い魔女シュリキの攻撃で父ラウル王と母ルシア王妃を失い、エレナ自身も襲われて王家に伝わる「アバローのペンダント」の中に閉じ込められる。そして41年が経ち、ついにペンダントから解放されたエレナはシュリキを倒すことができたが、国の決まりで18歳の成人を迎えるまでは女王になれず、評議会のメンバーの祖父フランシスコと祖母ルイーサや従兄弟のエステバン大臣と協力してアバローを治めていくこととなる。
エレナはペンダントに閉じ込められた影響で魔法の力を身に着け、国王に伝わる魔法の杖「光の杖」を輝かせることができ、キツネの守護霊ズーゾ、評議会に新しく入った港の少女ナオミ、宮廷魔術師アラカザールの孫マテオ、王室警護官ゲイブ、ジャークインのスカイラーの力も借りてアバローを悪者から守り、立派なリーダーを目指していく。
ところが、シュリキが悪い魔法使いマルバーゴのフィエロや泥棒の親子ビクトルとカーラを手下にして復活し、光の杖と反対の力を持つ夜の杖を手に入れ、アバローを再び攻撃する。ジャークインが治める魔法の生き物の領域バレストリャに向かったエレナは、太陽の鳥の神官キタ・モスたちとの特訓で光の杖の新しい魔法を手に入れ、マリーサたち人魚の協力を得て、シュリキを完全に倒すことに成功した。
マルバーゴの力を手に入れて逃亡したビクトルとカーラは、強力なマルバーゴであるビクトルの妻アッシュに再会する。アッシュとカーラは夜の杖の宝石を利用し、最強のマルバーゴになってアバローを支配しようとしたが、マテオに宝石を破壊され、魔法のクリスタルの井戸が隠されたタカイナへの入り口を探す。アッシュと戦ったエレナはクリスタルの井戸に落ち、内なる魔法の力を手に入れて41年前の驚くべき秘密を知る。なんとエステバンが家族を裏切り、シュリキがアバローを乗っ取る手伝いをしていたのだ。

## 登場人物

### エレナの家族と仲間たち
エレナ（Princess Elena Castillo Flores）
声 - 橋爪紋佳 / エイミー・カレロ
本作の主人公。16歳。フルネームは「エレナ・カスティーオ・フローレス」。ラテンアメリカ風の特徴を持つアバロー王国のプリンセス。勇敢で優しく責任感が強いが、好奇心旺盛で猪突猛進気味なのが玉にキズ。好物はルイーサの手料理とアバロー名産のチョコレート。褐色の肌と黒い髪の少女で、赤いドレスを着ている。
亡くなった父ラウル国王と母ルシア王妃に代わってアバローを治めているが、アバローには「成人しなければ女王になれない」という決まりがあり、16歳のエレナは評議会の力を借りながら国を治めている。
15歳の誕生日に「アバローのペンダント」をルシア王妃に贈られた1年後、魔女シュリキに両親を殺されて自分も襲われたところを不思議な力でペンダントの中に閉じ込められた。41年間ペンダントに閉じ込められていたが、新しいペンダントの持ち主のエンチャンシア王国のソフィア姫に解き放たれ、シュリキからアバローを救った。本来なら57歳になっているが、ペンダントの中にいた間は全く歳を重ねなかったため、16歳のままである。
ペンダントの中に閉じ込められていた影響で魔法の力が宿り、アバローの国王が受け継ぐ「光の杖」の魔法の宝石を輝かせ、守護霊を見ることができる。毎年10月に行われる死者の日のディア・デ・ロス・ムエルトスにだけ幽霊を見る。
特技は若い頃の母と同じフェンシングで、ゲイブに特訓を受け、正体を隠して母が優勝できなかった大会に出場した。
2016年8月、フロリダのディズニーワールドのグリーティングにデビューした。
シュリキとの戦いで、バレストリャにいる太陽の鳥の生き残りたちに光の杖の魔法を教わり、見通しの魔法と姿を消す魔法、闇の炎を打ち消す炎の魔法が使えるようになる。シュリキとの決戦で光の杖を壊され、キタ・モスに杖を修復してもらった。
アッシュとの戦いでタカイナのクリスタルの井戸に落ち、感情を高ぶらせると発動する「内なる魔法」を手に入れてしまう。感情でドレスの色が変わり、カーニバルの人形のフローに命を吹き込んだが、エステバンの裏切りへの怒りに魔法が発動してカーニバルを破壊し、感情をコントロールする方法を学ぶ。
イザベル（Princess Isabel Castillo Flores）
声 - 空見ゆき / ジェナ・オルテガ
エレナの妹。10歳。発明が得意な天才少女で、エレナとは反対にものごとをじっくり考えるタイプ。丈の短めな青いドレスを着ている。絵を描いたり本を読むことが好きで、思ったことを日記に書き留めている。
絵の中にフランシスコとルイーサと閉じこめられていたが、マテオの唱えた魔法で祖父母と共に解き放たれた。
エレナがプリンセスの仕事で忙しくなったことを寂しがり、まだ子供だからと除け者にされることを不満に思っている。発明フェアに来る約束を破って仕事を優先したエレナに腹を立てるが、駆けつけたエレナと仲直りした。エレナと話をするまでは、両親の死を思い出させる死者の日を嫌っていた。
村に住むクリスティーナという親友がいる。学校で友達ができずに自分を変えようとしたが、社会見学で冒険をしたキケとアマラの友達になる。
オチョウ教授の推薦で週に一回大学生に混じって科学アカデミーに通い始め、パートナーになったトミコと友達になり、研究を邪魔するハビエルをやりこめる。
アッシュとカーラとの戦いでエレナを助け、新しい仲間に迎えられた。ヘクター国王とアビゲイル女王を仲良くさせようと悩むエレナに、友達にならなくても協力はできるとアドバイスする。
ズーゾ（Zuzo）
声 - 粟野志門 / キース・ファーガソン
聖なるキツネの守護霊。チャヌルとも呼ばれ、魔法の縞模様を使って精霊の世界と人間の世界を行き来し、困っている人間にアドバイスをすることが仕事。
エレナが困っている時にアドバイスに現れる。光の杖やアバローのペンダントが何世紀も前に滅びた古代の魔法の国マルー王国で作られたことを教え、魔法や精霊の知識を授けて訓練する。
ナオミ（Naomi Turner）
声 - 富樫美鈴 / ジリアン・ローズ・リード
エレナの親友で、評議会のメンバー。フルネームは「ナオミ・ターナー」。アバローでは珍しい金髪の少女。両親が船乗りで、外国や船の上で育った。賢くてハキハキした性格で、実用的な考え方をする。
アバローの発展を目指したエレナに半ば強引に評議会に加えられた。父ダニエルと港で働いていたため、ロープや網の扱いが得意。マルー語を読むことができる。
船長の母スカーレットが長い船旅から帰り、生まれ故郷ノーバーグに帰って家族全員で暮らそうと誘われるが、ノーバーグは物心がつく前に住んでいた場所でアバローが故郷だと思っており、エレナがいるアバローに残ることを選ぶ。
生まれる前に祖父が乗った船を人魚に沈められており、コロナドとの和平条約には否定的だったが、最終的には人魚を許して条約に賛成する。
16際の誕生日の前に、アバローの女の子が15歳の誕生日を祝うキンセアネーラをしなかったことをエステバンに知られ、キンセアネーラのパーティーを開いてもらった。
ビクトルとカーラを捕まえたというホアキン国王の手紙を怪しむがエレナには聞き入れられず、ミグズたちの励ましでカリザ王国へ行ったエレナを追いかけてアッシュの罠から救う。
幼なじみのベロニカに再会し、評議会を辞めて子供の頃からの夢だった大航海の旅に出る決意をするが、アッシュとエステバンからエレナを助けるためにアバローに戻った。
ゲイブのことが好きで、クロエにノーバーグの宮殿へ誘われたゲイブと喧嘩する。両親と食べに行ったシェパーズパイも喉を通らず、心配した両親に家族の日の成り立ちを聞かされる。
マテオ（Mateo de Alva）
声 - 高坂宙 / Joseph Haro
本名は「マテオ・デ・アルバ」。エレナの親友で、宮廷魔術師アラカザールの孫。ナオミのクラスメイトでもある。母ラファと二人暮らし。祖父が隠した資料を読んで魔法を学び、アバロー王国の新しい宮廷魔術師を任された。タンバリンの形の杖「タンボリート」を叩いて魔法を使う。エレナの守護霊のズーゾを見ることができる。祖父が残したマルー人の魔術書コーデックス・マルーを持っている。
少し神経質で頼りなく、宮廷魔術師になったばかりの頃は魔法の力に自信が持てずに魔法を失敗していたが、偉大な魔法使いを目指して国や仲間を支えていく。守護霊を見ることができ、エレナに光の杖の訓練をする。
アバローのペンダントの持ち主のソフィア姫を秘密の作業場に連れていき、アラカザールの守護霊だったズーゾを召喚してペンダントからエレナを解き放つ手助けをした。
オリビアという少女を弟子にして、魔法を教えている。
夜の杖の宝石の力を手に入れ、祖父のような偉大な魔法使いになろうとしたが、宝石の魔法でエレナの命を吸い取ろうとしたアッシュを止めるために宝石を破壊する。
エレナがお城に用意した宮廷魔術師の部屋に引っ越すが、心配したラファがついてきてしまう。ラファが誤って解放した悪い魔法の生き物を捕らえ、ラファに独り立ちを認められる。
ドニャ・パロマの提案でアッシュの魔法に対抗して衛兵の隊長になったが、軍事用語が分からずにゲイブの助けを借り、最終的に衛兵隊長の仕事を降りた。
ゲイブ（Gabe Núñez）
声 - 中村章吾 / ホルヘ・ディアス
エレナの親友で、エレナとイザベルの警護を担当する王室警護官。フルネームは「ガブリエル・ヌニェス」。パン屋の息子だったが、アバロー王国を救ったエレナに刺激されて衛兵を志した。
仕事熱心で忠実だが少し頼りない所がある。エレナに恋をしているが、忙しい彼女にその気はなく友達でおり、マテオとどちらがエレナの親友か張り合っている。
スポーツ万能で、エレナにフェンシングを特訓したことがある。オラボールが苦手だが、オラボールを愛する父に認められようと、カリザ王国との友好試合でオラボールの王室代表チームに加わり、エレナとオラボールを特訓した。
引退した衛兵隊長の後継者を決めるレースに出場し、衛兵の家柄出身のリコに剣を自慢されて呪いの剣に触れてしまうが、無事に衛兵隊長の仕事に就いた。
ヘクトニア王国の魔法使いブロンジーノとの一件でタンボリートを手に入れ、マテオに魔法を訓練される。
フランシスコ（Francisco Flores）
声 - 根本泰彦 / エミリアーノ・ディエス
エレナとイザベルの祖父で、評議会のメンバー。ギターと音楽が好き。聡明で伝統と正義を重んじ、女王となるエレナに的確なアドバイスを贈る。
船の事故で亡くした二人の親友と、悪者から国を守る秘密チーム「エル・キャピタン」を結成していた。死者の日でエレナに親友たちのゴーストと引き会わされ、エル・キャピタンを再結成して最後の任務に出かけた。
シュリキに手を貸したエステバンを許すが、エステバンの裏切りを許せないエレナとルイーサの反対で地下牢に送った。
ルイーサ（Luisa Flores）
声 - 品田美穂 / Julia Vera
エレナとイザベルの祖母。フランシスコと共に評議会のメンバーを務め、エレナを暖かく見守っている。
夫と比べると新しいことにも目を向ける。料理が得意で、お城の台所を取り仕切り、家族や客人に手料理を振る舞っている。隠し事をされることが苦手。
エステバン（Chancellor Esteban Flores）
声 - 及川ナオキ / クリスチャン・ランツ
エレナの従兄弟。シュリキがアバローを支配している間大臣を務めていたため、親族で唯一年を取っている。若くやんちゃなエレナが女王になることを快く思わず、プライドの高さからエレナやナオミ達の足を引っ張ることも多い。
両親と死別してフランシスコとルイーサに育てられ、10代の頃に権力を求めるようになった。家族に危害を加えない代わりにシュリキのアバロー乗っ取りに協力したが、シュリキに契約を破られて伯母夫妻を殺され、残った家族の身の安全と引き換えに41年間シュリキに仕えていた。
シュリキ統治下のアバローを支えていた経験を買われて大臣を続けているが、家族に秘密がばれることを恐れている。カーニバルの王を任された日にビクトルに脅迫され、お城の宝物庫の宝物を盗み出したが、エレナに助けられる。
家族に誕生日を忘れられた不満から若返りの泉の水を飲み過ぎて赤子に戻り、エレナにあやされて元の年齢に戻され、泉の水を諦めてエレナを救った。罪を許してもらいたい思いから、コロナドとの和平には好意的だった。
エレナを女王に認めて愛用の本を渡したが、内なる魔法に目覚めたエレナの魔法で家族に秘密を知られてしまい、評議会に国外追放を決定される。地下牢に捕らわれるがヒギンズを騙してデルガド一家と脱獄し、アッシュと行動を共にすることとなった。
誤ってタカイナの魔法の井戸に落ちて魔法の力を手に入れ、ゾピローテに悪い魔法を訓練された。エレナと敵対しているが、アッシュの攻撃から庇うそぶりを見せる。
スカイラー（Skylar）
声 - 後藤光祐 / カルロス・アラズラキ
エレナの相棒のジャークイン。ジャークインは混合インコとジャガーの混血であり、バレストレリャからアバローに来て「アバローの守護者」の仕事をしている。人の言葉を話し、陽気な音楽が大好き。
エレナのようにやんちゃで無鉄砲な性格。バレストレリャを治めるジャークイン王国のベラーゴ王の息子で、ニコという弟がいる。
アバローに来たばかりの若いジャークインを指導するナベゲーラにくじ引きで選ばれ、エレナとナベゲーラの仕事をする。ニコに遊びを誘われるが、ミグズの真似をしてナベゲーラの仕事を果たした。
風邪をひいたベラーゴ王の代わりに王の仕事を任され、ジャークインたちが立ち入り禁止の魔法の泉で遊ぶことを許したが、魔法の泉を悪用したトロヨの悪巧みをエレナと協力して解決させた。
ミグズ（Migs）
声 - 高橋大輔 / クリス・パーネル
スカイラーの兄貴分のジャークイン。真面目な性格でどんな時も冷静に判断し、仲間から信頼されている。
妻ドゥルセを連れてバレストリャからアバローに戻り、三人の子供が産まれた。スカイラーによると子供ができて変わった。
ルナ（Luna）
声 - おまたかな / イヴェット・ニコール・ブラウン
スカイラーの仲間のジャークイン。能天気で少し厚かましい性格。
バレストリャの王の親衛隊になることが子供の頃からの夢で、ベラーゴ王にかけあって親衛隊員のトネードとパートナーになり、アバローを離れた。
アーマンド（Armando Gutierrez）
声 - 臼木健士朗 / ジョセフ・ヌネズ
エレナの仕事を助けている城の使用人。アバローの伝統を大切に思っている。エステバンとはシュリキに仕えていた頃からの同僚。
真面目な性格で、仕事を先伸ばししようとするエレナに反対することも多い。
農場を営む兄のサントスに子供の頃から馬鹿にされており、エレナに王国フェアのリーダーを任命され、サントスに立派な仕事ぶりを見せるように励まされる。
恋人の日に歌手のマリーナに苦手な歌で想いを伝えようとし、エレナとフローの提案でマテオの魔法の薬を飲んだ。手違いで魔法が暴走し、魔法を消してマリーナと結ばれる。
ドニャ・パロマ（Doña Hortensia Paloma）
声 - / コンスタンス・マリー
アバロー王国の貿易組合の会長。貧しい少女時代の反動からプライドが高く、儲けるためには手段を選ばないが、根は優しい人物。
大きな商館を経営し、ナビダーのお祝いでは出来るだけ多くの商品を売りさばこうとしてトラブルを起こしたが、最後はエレナに協力して事態を収めた。
エステバンの裏切りによって評議会の新しいメンバーに加わった。アッシュとエステバンに対抗するため、マテオを衛兵隊の隊長にしたり、衛兵隊に魔法を習わせることを提案する。ナオミと協力してタンボリートの材料の魔法の植物を採集した。

### アバローと周辺国の人々
カルメンとフリオ（Carmen Rosa Guadalupe Guzman、Julio Osvaldo Valentino Guzman）
レストランのカフェ・アンジェリカのオーナーの姉弟。元オーナーの祖母ドニャ・アンヘリカが亡くなって店を売ろうとしたが、ドニャ・アンヘリカのゴーストと出会ったエレナの協力でレシピを受け継ぎ、店を続けることに決めた。
フリオは商人組合長になって「友好の夕べ」の責任者を任され、これまでと趣向を変えて大臣の代わりに王族を招待し、会場を古代マルー人の条約や協定に使われた「太陽の鳥の神殿」に変更する。変化をよく思わないドニャ・パロマとエステバンに嫌われ者のヘクター国王を呼ばれ、ヘクター国王が神殿の決まりを無視してエレナたちが呪いをかけられてしまった。
アラカザール（Alacazar）
アバロー王国に仕えていた宮廷魔術師。41年もの間、アバローのペンダントに閉じ込められたエレナを救う方法を探していたが、本に姿を変えてエンチャンシア王国の秘密の図書室に渡り、ペンダントの持ち主のソフィアをアバローに導いた。
ソフィアにアラカザールの本を送り返してもらい、人間に戻って孫のマテオに出会うが、ゾピローテの魔法からエレナとマテオを庇って命を落としてしまう。
ヒギンズ（Higgins）
声 - / マイキー・ケリー
エステバンを補佐している衛兵。
カカホアテ（Cacahuate）
声 - / リチャード・カインド
マテオのアドバイスをしているナマケモノの聖なる守護霊。
ボボ（Bobo）
声 - / マックス・ミッテルマン
サルの精霊。悪意はないが、人間に間違ったアドバイスをして守護霊の学校から追い出され、魔法の縞模様をもらえなかった。
魔法のとうもろこしのマジコーンを利用してカカホーテの魔法の縞模様を奪い、人間たちを混乱させてしまう。
リコ（Rico Villalobos）
声 - / アルトゥーロ・デル・プエルト
次期隊長の試験でゲイブと競った。衛兵の家柄の出で、立派な剣をゲイブに自慢したが、ゲイブを次期隊長に認めて部下になる。カーラが化けたリタに騙され、宝物庫の扉を開けようとした。
チーフ・ゼファー（Chief Zephyr）
声 - / ジェス・ハーネル
「アバローの守護神」と呼ばれる、アバローの守護者として働くジャークインたちの指導者。
キタ・モス（Quita Moz）
声 -  / チーチ・マリン
太陽の鳥の神官。バレストレリャの洞窟に住み、エレナにアバローの危険を予言する。エレナに太陽の鳥の生き残りたちを会わせ、古代のマルー王国で作られた光の杖と夜の杖の伝説を教えた。
クリスタルのタンボリートや、悪い魔法の生き物を封印した魔法の道具を管理している。
アロンゾ王子（Prince Alonso）
声 - / タイラー・ポージー
スペイン風の特徴を持つコルドバ王国の王子。遊ぶことが大好きなプレイボーイ。父親のホアン国王にエレナと橋を造る工事を任されるが、仕事を放り出して巨人のヤカリを目覚めさせ、ヤカリを鎮める協力をする。
トシ国王（King Toshi）
声 -  / ジョージ・タケイ
日本風の特徴を持つサトゥ王国の国王。アバロー王国を訪ね、エステバンにサトゥの料理や音楽でもてなされる。イザベラとの約束を優先しようとするエレナにサトゥにも家族を大切にする決まりがあると言い、いつも弟を連れていることを明かした。
ホアキン国王（King Joaquín）
声 -  / エコー・ケラム
南アフリカ風の特徴を持つカリザ王国の国王。公正な人柄でエレナと親交がある。カテリーナという娘がいる。国王の集まりに入っていたが、ヘクター国王の乱暴な振る舞いが嫌になって集まりを抜けた。
ヘクター国王（King Hector）
声 - 安崎求 / ジェス・ハーネル
ヘクトニア王国の国王。強欲で自己中心的な性格。国王の集まりの仲間にしたホアキン国王たちを豪華な贈り物で言うことを聞かせていた。エレナを国王の集まりの仲間にするが、エレナとホアキン国王たちに集まりを解散させられた。
大型船を買えという要求をアビゲイル女王に断られ、ノーバーグの家族の日のお祝いに欠かせない桑の実を渡さないと言い出し、調停役になったエレナに仲裁された。
マリーサ（Princess Marisa）
声 - 柚木尚子 / ジーナ・ロドリゲス
人魚の王国コロナドのプリンセス。魔法の海草ミラグラを使い、シュリキの攻撃で運河に落ちたエレナの命を救った。人魚のペスコロ国王と人間のカミラ王妃の間に生まれたため、陸に上がると人間に変身できる。
かつて人魚は身を守るために不思議な歌声で人間の船を沈めていたが、沈んだ船に乗っていたカミラをペスコロが助けて恋に落ち、今では人魚が人間との平和を望んでいることをエレナに伝える。
エレナに協力してクリストバルたちを倒し、人魚とアバローの和平を約束する。人間を信用しないダーリア将軍に和平条約を邪魔されたが、悪いイルカのサロソ一味に裏切られたダーリアを助け、改めて和平条約を結んだ。
マルゼル王子（Prince Marcel）
声 - / プリンス・ロイス
コロナドの王子で、マリーサの兄。マリーサと同じように人間に変身できる。
怪我をしたペスコロ国王の代わりに、国王同士が親睦を深める王家の休日に招待された。人間の国王たちの前で人間の王子らしくしようとするが失敗し、エレナの提案で国王たちをコロナドに招待する。
バレンティーナ（Princess Valentina）
声 - / クリッシー・フィット
アバローと敵対関係にあるパライソ王国のプリンセス。エレナにビクトルとカーラの逮捕への協力を要請され、アバローを訪れた。
アバローと豊かなパライソを比べ、自慢ばかりしてエレナに張り合った。実はパライソでエレナの良い評判を聞いて気にしていたことを打ち明け、ビクトルとカーラの逮捕への協力を約束する。
アントニア（Antonia Bello）
声 - / メリッサ・ファメロ
アバロー城で縫い子として働く少女。元衛兵隊長の娘で、エレナのようにフェンシングが得意。エレナに衛兵への応募を勧められ、入隊試験に合格してゲイブの部下になった。
アビゲイル女王（Queen Abigail）
声 - / アンドレア・マーティン
イギリス風の特徴を持つノーバーグ王国の女王。桑の実のジュースが好物。ヘクター国王と仲が悪く、顔を合わせる度にもめている。
クロエ（Princess Chloe）
声 - / レイチェル・ブロズナハン
アビゲイル女王の娘。ゲイブに一目惚れし、宮殿に招待してノーバーグの光を見せようとする。ゲイブが喧嘩したナオミのことを気にしていると聞き、アビゲイル女王たちとノーバーグの光を見た。
レベッカ（Princess Rebecca）
声 - 佐久間友理  / ジェイミー＝リン・シグラー
ユダヤ風の特徴を持つガロニア王国のプリンセス。ハヌカという光の祭典を前に、乗っていた船が事故に遭いエレナたちに救助される。エレナたちにアバロー城でハヌカを祝うことを提案されるが、ハヌカに必要な燭台が壊れてしまい、弟のアリ王子とイザベルが作った燭台を使ってハヌカを祝った。

### 悪役たち
シュリキ（Shuriki）
声 - 朴璐美 / ジェーン・フォンダ
『エレナとアバローの秘密』に登場。エレナの両親の命を奪い、41年もの間アバロー王国を支配した悪い魔女。歌や音楽を嫌い、国民に音楽を禁じていた。冷酷でプライドが高いが、お世辞には弱い性格。アバローに戻ったエレナの命を奪おうとしたが、魔法の杖をエステバンに奪われ、最後はエレナに杖を折られて老婆の姿になり、海に落ちて姿を消した。
触れたものを黄金に変える魔法の生き物ノブリンを捕らえて働かせていた。
密かに小屋に身を隠しており、ビクトルとカーラに魔法の宝石を集めさせ、マテオの薬で人間に戻したフィエロを手下にする。カーラにアバロー城から盗ませたティアラの魔法の宝石で杖を直してアバローを攻撃するが、エレナに杖を壊されて逃亡した。
マルー王国のピラミッドに隠された「夜の杖」を手に入れることに成功し、フィエロに夜の杖の使い方を訓練される。居場所を知って訓練を中断したエレナに追われ、覚えたばかりの地獄の炎でイザベラがいるお城を燃やして逃げるが、地獄の炎を光の杖の炎で打ち消される。
ヌエバ・ビスタでエレナを罠にかけて運河に落とし、エレナの家族を捕らえさせた。戻ってきたエレナを地獄の炎で攻撃するが、姿を消す魔法で身を守ったエレナに光の杖の炎を放たれ、完全に消滅する。
フィエロ（Fiero）
声 - / ヘクター・エリゾンド
アバロー王国の宮廷魔術師を目指していた魔法使い。ラウル王がアラカザールを宮廷魔術師に選んだことを恨み、悪い魔法使い「マルバーゴ」になった。
マテオの宮廷魔術師の就任式を襲って魔法で人々を石に変え、アラカザールの魔術書を盗もうとしたが、マテオに魔法を跳ね返されて石になった。
カーラが盗んだマテオの薬で人間に戻り、ビクトルとカーラをマルバーゴに変えた。コーデックス・マルーから「夜の杖」のページを盗み、シュリキに夜の杖の使い方を訓練するが、マテオとの対決に敗れて石に戻される。
オリザバ（Orizaba）
声 - 水野貴以 / エデン・エスピノーザ
古代の蛾の妖精。何世紀も前に永遠の夜の世界を作ろうとしたが、今では人々に実在しないおとぎ話の登場人物だと思われていた。暗闇や影の魔法を使うことができる。日食祭りの日にマルーの魔法の宝石「真夜中の瞳」でアバローを永遠の夜に閉じ込めようとしたが、エレナに真夜中の瞳を破壊され、光の杖の輝きに羽根を焼かれて精霊の世界に送り返された。
精霊の世界でズーゾをさらってエレナに復讐しようとするが、ボボとカカホアテに邪魔をされ、バナナの皮にすべって溶岩に吸い込まれた。
ビクトル（Victor Delgado）
声 - / ルー・ダイアモンド・フィリップス
エステバンの幼なじみで、城の元会計係の息子。フルネームは「ビクトル・デルガド」。今は泥棒で、ルイーサによると子供の頃から手癖が悪かった。エステバンを二番目と呼んで馬鹿にしている。
41年前にエステバンと組んでシュリキがアバローを乗っ取る手伝いをしたが、アバローを支配したシュリキに家族と国外追放され、エステバンに助けてもらえなかったことを恨んでいる。カーニバルの日に娘カーラとアバローに戻り、カーニバルの王となったエステバンを脅迫して城の宝石を盗ませた。エレナに捕まってエステバンの秘密をばらしたが、信用されずに国外追放を命じられる。
シュリキに協力する代わりにマルバーゴの力を手に入れるが、内心ではシュリキを追い落とすことを企んでいた。シュリキが敗れた後は夜の杖の宝石を持って逃げ、クルーズとベスティアに手を切られた後でアッシュに再会する。アッシュに夜の杖の宝石を見せ、宝石を使って家族でアバローを支配することを企んだが、ナオミの妨害で捕らえられた。
エステバンと共に地下牢に入るが、ヒギンズを騙したエステバンと脱獄する。カーラを危険にさらしたアッシュの野心についていけなくなり、アッシュに石に変えられてしまった。
マルバーゴを必要とするエレナたちに人間に戻され、島流しへの減刑と引き換えにマルーの戦士イクスランの解放に協力した。カーラに昔はエレナの友達だったと話し、島流しを断ってエレナたちの仲間に加わる。
カーラ（Carla Delgado）
声 - 荻野菜月 / Myrna Velasco
ビクトルの娘。父と同じく泥棒をしている。フルネームは「カーラ・デルガド」。貧しい旅暮らしをビクトルと2人で助け合って生き抜き、自分たちを笑った者たちを見返したいと思っている。
シュリキに協力する代わりにマルバーゴの力を手に入れた。シュリキによるとビクトルよりも優秀。シュリキの薬でリタという別人に変身してお城に入り込み、ナオミを陥れてエレナとの仲を引き裂こうとしたり、魔法の力を頼ってマテオに接近し、宝物庫から魔法の宝石入りのティアラを盗もうとした。エレナとナオミを手伝ってヒマワリ祭りの準備をするが、シュリキの復活によってアバローを攻撃した。
アッシュと再会を果たし、家族で仲良く暮らす日を夢見ており、捕らえられたビクトルを助けるためにアッシュとタカイナの井戸を探した。ビクトルを石に変えたアッシュを拒絶し、エレナたちに投降する。
エレナたちの要請に従い、魔法を解かれたビクトルと協力してイクスランを解放し、マテオに良い魔法を学んでエレナの仲間に加わった。
トロヨ（Troyo）
声 - / グラント・ジョージ
バレストリャに住む悪い魔法のコヨーテ。ジャングルの王を自称し、自分が得をするために他の生き物を騙して悪い事をさせ、ジャークインにジャングルから追い出されていた。
シュリキにジャングルの本物の王にすると約束されてアバロー乗っ取りに協力し、クルーズを牢屋から解放する。
魔法の泉でチーフ・ゼファーをチョウチョガエルに変えてしまうが、エレナとスカイラーに邪魔をされて自分がチョウチョガエルになった。
再び魔法の泉でコヨーテに戻ろうとするが、エレナが阻止し、カタツムガメになった。  カタツムガメとなったトロヨは、その後トラタカに食べられてしまった。
マリモンダ（Marimonda）
声 - 高野奈々 / ノエル・ウェルズ
アバローを滅ぼそうとした悪い森の精霊で、植物を自由自在に操る力を持つ。モデルは『バットマン』の悪役ポイズン・アイビー。
ジャークイン王国で魔法の壺の中に封印されていたが、ビクトルとカーラに解放されてアバローを森の世界に作り替えようとした。エレナの作戦でマテオの幻覚魔法にハマり、魔法の壺に戻された。
クルーズ（Cruz）
声 - / マリオ・ロペス
チーフ・ゼファーの後継者のジャークイン。ジャークインの中でも優秀だが、歴史を学ばせようとするチーフ・ゼファーを疎ましく思って後継者から降ろされ、チーフ・ゼファーを洞窟に閉じ込めた。ジャークインに変身したエレナたちに濡れ衣を着せたが、裏切りがばれて牢屋に入れられる。
トロヨに牢屋から逃がされ、妹ベスティアと一緒にシュリキの仲間になった。シュリキが敗れた後はビクトルとカーラと逃げていたが、逃亡生活への疲れから2人と手を切り、心を入れ替えたふりをしてエレナとチーフ・ゼファーに許してもらおうとした。エレナにチャタナの伝説を伝えてチャタナの手下を捕まえる手伝いをし、バレストリャに戻ることを許される。
クリストバル侯爵（Duke Cristóbal）
声 - 柏野昌俊 / Javier Muñoz
エレナのいとこで夏の宮殿ヌエバ・ビスタの領主。父親が乗った船を人魚に沈められている。
エレナたちを宮殿に招待するが、実はアバローを支配していた頃のシュリキに金をもらっており、シュリキに協力してエレナを陥れてしまう。エレナの家族も牢獄に閉じ込めるが、シュリキを倒したエレナによって捕らえられた。
アッシュ（Ash Delgado）
声 - 古川玲 / グレイ・デリスル
強力なマルバーゴで、ビクトルの妻でカーラの母。12年前にマルバーゴの修行に出かけ、帰りを待たずに娘を連れ去った夫を嫌っているが、娘の前では夫と仲が良いふりをしている。
ネズミだけが友達だった貧しい少女時代を過ごしたが、誰にも負けない強い力を求めてゾビローテの元に押しかけ、弟子になっていた。
ホアキン国王を操ってエレナたちを罠にかけ、夜の杖の宝石を使ってエレナの命ごと魔力を吸収しようとするが、マテオに宝石を壊されてしまった。
最強のマルバーゴになるため、タカイナのクリスタルの井戸への入り口が隠されたパズルをカーラと解くが、カーラを危険にさらして野心を手放したビクトルを石に変え、カーラに拒絶されてエステバンと逃亡した。
ゾピローテ（Zopilote）
声：多田野曜平 / トニー・シャルーブ
アッシュのマルバーゴの師匠。邪悪で欲深いが、弟子のアッシュを大切にしている。ハゲワシに変身できる。アッシュの回想によると、魔法を使って人々の物を奪い、幼いアッシュの友達のネズミも奪っていた。
チャタナ（Chatana）
声 - / ジーナ・トーレス
翼を持つ古代の悪い魔女。喋るイタチのピリを連れている。手下の魔法の生き物たちを作り出し、バレストレリャを支配しようとしたが、マルー人に倒されて遺跡の中に封印されていた。
エレナとマテオに誤って解放され、何世紀も前に失った魔法の源の金のダイアデムを取り返す代わりに、アッシュとエステバンに協力する。
4人の夜の影（Four Shades of Awesome）
声 - 松井暁波（カフー） / ジェニー・スレイト（カフー）、マーク・ハミル（ヴーリ）、フレッド・アーミセン（ヨロ）、アンディ・ガルシア（ヘッツ）
混乱と音楽を好む4人の闇の精霊。遥か昔に精霊の世界からエレナたちの世界エバーレルムに逃げ出し、マルー人を精霊の世界に送っていた。
影の門に閉じ込められていたが、アッシュに解放されてアバローを襲った。

## スタッフ

### メインスタッフ
- 原作・制作総指揮 - クレイグ・ガーバー
- 監督 - エリオット・M・バー
- シリーズ構成 - シルヴィア・オリヴァス
- 文化アドバイザー - ダイアン・ロドリゲス、マルセラ・デヴィソン・アヴィレス
- ビジュアルデベロップ原案 - ジェイミー・ミッチェル
- アートディレクター - フランク・モンターニャ
- リードキャラクターデザイン - 野谷律子[1]
- リードロケーションデザイン - ジュリオ・レオン
- 色彩設定 - デヴィッド・A・ロドリゲス
- 編集 - マーガレット・ハウ、マーガレット・ジョンソン・ホルツェンドルフ、ピーター・N・ロンツデール
- 音楽 - トニー・モラリス、ジョン・カヴァノー
- 録音監督 - サム・リーゲル
- 歌唱演出 - ローラ・ディキンソン
- ラインプロデューサー - ナターシャ・コップ
- プロデューサー - ピラール・フリン
- アニメーション制作 - ディズニー・テレビジョン・アニメーション、イコン・クリエイティブスタジオ、アークプロダクションLtd.・トロント
- 製作 - ディズニー・テレビジョン・アニメーション、ディズニー・エンタープライズ

### 日本語版スタッフ
- 演出 - 向山宏志
- 翻訳・訳詩 - いずみつかさ
- 音楽演出 - 市之瀬洋一
- 録音制作 - スタジオ・エコー
- 制作 - ウォルト・ディズニー・ジャパン

## 主題歌
オープニングテーマ
「Elena of Avalor」
作詞 - グレイグ・ガーバー / 作曲 - ジョン・カヴァノー  / 歌 - ガビー・モレノ / 日本語版歌唱 - 山田エンリ

## サブタイトル
話数とタイトルは日本放送準拠。Disney+では76話以降のタイトルが原題をそのままカタカナにしたものとなっている。

### シーズン1（2016年 - 2018年）
| タイトル | タイトル               | 原題                   | 脚本                                        | ストーリーボード                                                                             | 演出                | 放送日         | 放送日         |
| -------- | ---------------------- | ---------------------- | ------------------------------------------- | -------------------------------------------------------------------------------------------- | ------------------- | -------------- | -------------- |
| 1        | はじまりの日           | First Day of Rule      | クレイグ・ガーバー                          | ネイサン・チュー ロブ・プラット ジョン・ラミレス                                             | エリオット・M・バー | 2016年7月22日  | 2016年11月27日 |
| 2        | 大切な約束             | Model Sister           | ベッカ・トポル                              | アルディン・バローザ ブライアン・バフ ライネル・フォレスタル ジョン・ラミレス                | エリオット・M・バー | 2016年7月22日  | 2016年11月27日 |
| 3        | 怒りの火山             | All Heated Up          | トム・ロジャース                            | ジュリアス・アグイマタン トム・モーガン スコットランド・D・バーンズ クリス・ヘドリック       | エリオット・M・バー | 2016年7月29日  | 2016年12月11日 |
| 4        | 若返りの泉             | Island of Youth        | ベッカ・トポル                              | ブライアン・バフ ライネル・フォレスタル ジョン・ラミレス                                     | ネイサン・チュー    | 2016年8月12日  | 2016年12月18日 |
| 5        | 魔法の戦い             | Spellbound             | トム・ロジャース                            | ロブ・プラット アルディン・バローザ デビッド・ウィリアムズ                                   | ロブ・プラット      | 2016年8月26日  | 2016年12月25日 |
| 6        | 立派なリーダー         | Finders Leapers        | シルヴィア・オリヴァス                      | ジュリアス・アグイマタン トム・モーガン スコットランド・D・バーンズ クリス・ヘドリック       | ネイサン・チュー    | 2016年9月23日  | 2017年1月8日   |
| 7        | 素敵な王子             | Prince Too Charming    | メルセデス・ヴァレ                          | ライネル・フォレスタル ブライアン・バフ ジョン・ラミレス アラン・コールドウェル              | ネイサン・チュー    | 2016年9月16日  | 2017年1月22日  |
| 8        | 国王の集まり           | Royal Retreat          | ベッカ・トポル                              | ギャヴィン・デル ゼイン・ヤーブロー エディ・リン アラン・コールドウェル セリア・ケンドリック | ロブ・プラット      | 2016年9月30日  | 2017年1月29日  |
| 9        | 先祖のお祝い           | A Day to Remember      | シルヴィア・オリヴァス                      | ギャヴィン・デル エディ・リン ゼイン・ヤーブロー                                             | エリオット・M・バー | 2016年10月16日 | 2017年2月5日   |
| 10       | 光の杖                 | The Scepter of Light   | トム・ロジャース（原案） メルセデス・ヴァレ | アルディン・バローザ レナード・ロビンソン アリエル・イェット ウェンディ・グリーブ            | ロブ・プラット      | 2016年11月4日  | 2017年2月12日  |
| 11       | ナビダーのお祝い       | Navidad                | クレイグ・ガーバー                          | ジョン・ラミレス ブライアン・バフ ライネル・フォレスタル ロバート・ソウザ                    | ネイサン・チュー    | 2016年12月9日  | 2017年12月9日  |
| 12       | オラボール             | Olaball                | トム・ロジャース                            | ジュリアス・アグイマタン スコットランド・D・バーンズ バイロン・ペニャランダ                  | ネイサン・チュー    | 2017年2月25日  | 2017年4月23日  |
| 13       | アバローの守護者       | Flight of the Jaquins  | ?????                                       | ?????                                                                                        | ?????               | 2017年3月4日   | 2017年7月2日   |
| 14       | クリスタルの洞窟       | Crystal in the Rough   | ?????                                       | ?????                                                                                        | ?????               | 2017年3月11日  | 2017年7月9日   |
| 15       | 騎士のプリンセス       | The Princess Knight    | ?????                                       | ?????                                                                                        | ?????               | 2017年3月18日  | 2017年7月16日  |
| 16       | ターナー船長のふるさと | Captain Turner Returns | ?????                                       | ?????                                                                                        | ?????               | 2017年4月8日   | 2017年7月30日  |
| 17       | カーニバルの王         | King of the Carnaval   | ?????                                       | ?????                                                                                        | ?????               | 2017年4月22日  | 2017年8月4日   |
| 18       | ナオミの誕生日         | My Fair Naomi          | ?????                                       | ?????                                                                                        | ?????               | 2017年5月6日   | 2017年8月13日  |
| 19       | サルの精霊             | Spirit Monkey Business | ?????                                       | ?????                                                                                        | ?????               | 2017年6月30日  | 2017年8月20日  |
| 20       | 魔法使いと弟子         | Wizard-in-Training     | ?????                                       | ?????                                                                                        | ?????               | 2017年7月21日  | 2017年12月3日  |
| 21-22    | ジャークインの王国     | Realm of the Jaquins   | ?????                                       | ?????                                                                                        | ?????               | 2017年8月12日  | 2017年12月16日 |
| 23       | ヤモリの神殿           | The Gecko's Tale       | ?????                                       | ?????                                                                                        | ?????               | 2017年8月18日  | 2018年2月11日  |
| 24       | 世紀のパーティー       | Party of a Lifetime    | ?????                                       | ?????                                                                                        | ?????               | 2017年8月25日  | 2018年2月18日  |
| 25       | 魔法の仮面             | Masks of Magic         | ?????                                       | ?????                                                                                        | ?????               | 2017年10月1日  | 2018年2月25日  |
| 26       | 小さな大物             | Blockheads             | ?????                                       | ?????                                                                                        | ?????               | 2017年9月16日  | 2018年3月17日  |

### シーズン2（2018年 - 2019年）
| #     | タイトル                   | 原題                         | 放送日         | 放送日         |
| ----- | -------------------------- | ---------------------------- | -------------- | -------------- |
| 27    | マルーの宝石               | The Jewel of Maru            | 2017年10月14日 | 2018年3月17日  |
| 28    | プリンセスのライバル       | Royal Rivalry                | 2017年10月28日 | 2018年3月25日  |
| 29    | エル・グアポの剣           | The Curse of El Guapo        | 2017年11月11日 | 2018年4月1日   |
| 30    | ジャークインの赤ちゃん     | Three Jaquins and a Princess | 2017年11月18日 | 2018年4月8日   |
| 31    | 城の中の敵                 | A Spy in the Palace          | 2017年11月25日 | 2018年4月15日  |
| 32    | 科学展の仲間               | Science Unfair               | 2018年2月24日  | 2018年4月22日  |
| 33    | 魔女の復活                 | Rise of the Sorceress        | 2018年3月3日   | 2018年4月29日  |
| 34    | 姿を変える者               | Shapeshifters                | 2018年3月10日  | 2018年6月10日  |
| 35    | 夜の杖                     | The Scepter of Night         | 2018年3月17日  | 2018年8月24日  |
| 36    | 杖を探して                 | The Race for the Realm       | 2018年7月14日  | 2018年9月2日   |
| 37    | ふたつの杖の物語           | A Tale of Two Scepters       | 2018年7月21日  |                |
| 38    | 大学の一日                 | Class Act                    | 2018年7月28日  |                |
| 39    | 王国フェア                 | All Kingdoms Fair            | 2018年8月4日   |                |
| 40    | 燃える恋                   | A Lava Story                 | 2018年8月11日  |                |
| 41-42 | 人魚の歌声                 | Song of the Sirenas          | 2018年9月21日  | 2018年10月20日 |
| 43    | 変化の波                   | The Tides of Change          | 2018年10月13日 | 2019年5月26日  |
| 44    | 帰って来たエル・キャピタン | The Return of El Capitán     | 2018年10月27日 |                |
| 45    | 消えたズーゾ               | Finding Zuzo                 | 2018年11月3日  |                |
| 46    | 雪のナビダー               | Snow Place Like Home         | 2018年11月24日 | 2019年12月7日  |
| 47    | 人間の王子                 | Two Left Fins                | 2019年1月19日  |                |
| 48    | マテオの引っ越し           | Movin' On Up                 | 2019年2月16日  |                |
| 49    | 魔法がなくても             | Not Without My Magic         | 2019年3月23日  | 2019年8月23日  |
| 50    | ルナ 大活躍                | Luna's Big Leap              | 2019年4月27日  | 2019年8月23日  |
| 51    | ナオミの意見               | Naomi Knows Best             | 2019年6月1日   | 2019年8月23日  |

### シーズン3（2019年 - 2021年）
| #     | タイトル           | 原題                            | 放送日         | 放送日         |
| ----- | ------------------ | ------------------------------- | -------------- | -------------- |
| 52    | 妹の発明           | Sister of Invention             | 2019年10月7日  | 2019年12月14日 |
| 53    | 太陽の鳥を救え！   | To Save a Sunbird               | 2019年10月8日  | 2019年12月15日 |
| 54    | 新しいチーフ       | Father-in-Chief                 | 2019年10月9日  |                |
| 55    | とても小さな大問題 | The Incredible Shrinking Royals | 2019年10月10日 | 2020年1月5日   |
| 56    | ノーバーグの友情   | Norberg Peace Prize             | 2019年10月11日 | 2020年1月12日  |
| 57-58 | 内なる魔法         | The Magic Within                | 2019年10月13日 | 2020年2月8日   |
| 59    | 光の花             | Flower of Light                 | 2019年10月16日 | 2020年2月16日  |
| 60    | マテオ隊長         | Captain Mateo                   | 2019年10月17日 | 2020年2月23日  |
| 61    | 魔法のチョコレート | Sugar Rush                      | 2019年10月18日 | 2020年3月1日   |
| 62    | わが家の家宝       | The Family Treasure             | 2019年10月21日 | 2020年3月8日   |
| 63    | 悪い夢             | Dreamcatcher                    | 2019年10月22日 | 2020年3月15日  |
| 64    | アントニアの夢     | Changing of the Guard           | 2019年10月23日 | 2020年3月22日  |
| 65    | スカイラー国王     | King Skylar                     | 2019年10月24日 | 2020年3月29日  |
| 66    | 魔法使いの教え     | Spirit of a Wizard              | 2019年10月25日 | 2020年4月11日  |
| 67    | チーム・イザベル   | Team Isa                        | 2019年11月15日 | 2020年8月3日   |
| 68    | 夢に向かって       | The Last Laugh                  | 2019年11月22日 | 2020年8月10日  |
| 69    | 光のお祭り         | Festival of Lights              | 2019年12月6日  | 2020年8月17日  |
| 70    | 誕生日の船旅       | The Birthday Cruise             | 2020年1月10日  | 2020年8月24日  |
| 71    | 大きな一歩         | Giant Steps                     | 2020年2月7日   | 2020年10月18日 |
| 72    | 科学の力           | Shooting Stars                  | 2020年3月6日   | 2020年10月25日 |
| 73    | 魔法の特訓         | Crash Course                    | 2020年4月3日   | 2020年11月1日  |
| 74    | 恋人の日           | Sweetheart's Day                | 2020年5月8日   |                |
| 75    | 稲妻の戦士         | The Lightning Warrior           | 2020年7月19日  | 2020年11月23日 |
| 76    | 母の日の思い出     | Día de las Madres               | 2020年7月26日  | 2020年11月23日 |
| 77    | ジャガーのハート   | Heart of the Jaguar             | 2020年8月2日   | 2020年12月13日 |
| 78    | エレナの休日       | Elena's Day Off                 | 2020年8月9日   | 2020年12月20日 |
| 79    | 女王への道         | To Queen or Not to Queen        | 2020年8月16日  | 2020年12月27日 |
| 80-82 | 女王になる日       | Coronation Day                  | 2020年8月23日  | 2021年2月20日  |

## 挿入歌
一部の挿入歌はCD収録や音楽配信サービスでの配信が行われている。

### シーズン1
| #  | 挿入歌タイトル                   | 挿入歌タイトル   | 歌唱                                                                                             | 配信 | 配信 |
| -- | -------------------------------- | ---------------- | ------------------------------------------------------------------------------------------------ | ---- | ---- |
| 1  | Ready to Rule                    | 今は学ぶとき     | エレナ、フランシスコ                                                                             | Yes  | Yes  |
| 2  | Sister Time                      | 仲良しきょうだい | エレナ、イザベル                                                                                 | Yes  | Yes  |
| 3  | Blow My Top                      | 燃える気持ち     | チャロカ、エレナ                                                                                 | Yes  | Yes  |
| 4  | Avaloran Lullaby                 | 夕暮れの子守唄   | エレナ                                                                                           | Yes  | Yes  |
| 4  | Avalor Birthday Song             |                  | フランシスコ、イザベル                                                                           |      |      |
| 5  | The Magic Within You             | 自分を信じて     | エレナ                                                                                           | Yes  | Yes  |
| 6  | Something Special                | 私の力           | ナオミ                                                                                           | Yes  | Yes  |
| 7  | Feel Free to Have Fun            |                  | アロンゾ王子、エレナ                                                                             |      |      |
| 8  | To Be In My Club                 | 仲間になる条件   | ホアキン国王、ヘクター国王                                                                       | Yes  | Yes  |
| 9  | Festival of Love                 | 先祖のお祝い     | エレナ                                                                                           | Yes  | Yes  |
| 10 | The Gift of Night                | 夜の贈り物       | オリザバ                                                                                         | Yes  | Yes  |
| 11 | The Way We Do Navidad            | 私たちのナビダー | マリーナ、マテオ、ラファ、ナオミ、フリオ、カルメン、ドニャ・パロマ、クリスティーナ、フェルナンド | Yes  | Yes  |
| 11 | Hacia Belén Va Una Burra Rin Rin | ロバがリンリン   | マリーナ                                                                                         | Yes  | Yes  |
| 11 | Let Love Light the Way           | 愛の光で         | エレナ、ゲイブ                                                                                   | Yes  | Yes  |
| 12 | Play It Your Way                 | ゴールを目指して | エレナ                                                                                           | Yes  | Yes  |
| 13 | The Bros Are Back                | 最高の兄弟       | スカイラー、ニコ                                                                                 | Yes  | Yes  |
| 14 | Fix Anything                     | パズルと思えば   | エレナ、イザベル                                                                                 | Yes  | Yes  |
| 15 | Steppin' Up                      | 前に進むだけ     | エレナ                                                                                           | Yes  | Yes  |
| 16 | Home for Good                    |                  | ナオミ、エレナ                                                                                   | Yes  |      |
| 17 | Something I Would Never Do       |                  | エステバン                                                                                       | Yes  |      |
| 18 | Bright Light of the Ball         |                  | エステバン、ナオミ                                                                               |      |      |
| 19 | That's Your Spirit Guide         |                  | ズーゾ                                                                                           |      |      |
| 20 | Cast A Spell With Me             |                  | マテオ、オリビア                                                                                 |      |      |
| 21 | I've Got It Down                 |                  | エレナ                                                                                           | Yes  |      |
| 21 | It's a Big Deal                  |                  | ベラーゴ国王                                                                                     |      |      |
| 22 | You Can't Catch Me               |                  | マリモンダ                                                                                       | Yes  |      |
| 24 | Forever                          |                  | チロヤ                                                                                           |      |      |
| 25 | Best for Our Guests              |                  | ドニャ・パロマ、エレナ                                                                           |      |      |
| 26 | It's Up To Us                    |                  | アーマンド、ヒギンズ                                                                             |      |      |

### シーズン2
| #  | 挿入歌タイトル                 | 歌唱                                 | 配信 |
| -- | ------------------------------ | ------------------------------------ | ---- |
| 27 | Make Them Proud                | エレナ                               | Yes  |
| 28 | A Little Bit More              | バレンティーナ                       | Yes  |
| 29 | The Captain of the Guard       | ゲイブ                               |      |
| 30 | Grown Up Enough                | イザベル                             |      |
| 31 | Don't Look Now                 | ビクトル、カーラ                     |      |
| 32 | Hand in Hand                   | エレナ、イザベル                     | Yes  |
| 33 | This New Day                   | エレナ、イザベル、マリーナ、フリオ   |      |
| 34 | The Right Thing To Do          | エレナ、エステバン                   |      |
| 35 | The Wisest Wizard in the World | マテオ                               |      |
| 36 | If You Just Keep Moving On     | マヤ、ロモ、ズーニ、エレナ、ナオミ   |      |
| 37 | Only One Will Remain           | キタ・モス、カパ、フール、ラマ       |      |
| 38 | Welcome to the Future          | オチョア教授、学生たち               |      |
| 39 | The Armando Touch              | エレナ、ナオミ                       |      |
| 40 | Fallin' Like a Rock            | チャロカ、チャリカ                   | Yes  |
| 41 | Familia Forever                | クリストバル侯爵、エレナ             |      |
| 41 | A New Tale                     | マリーサ                             |      |
| 42 | Now's Our Chance               | エレナ、マリーサ                     |      |
| 43 | The Art of the Steal           | サロソ、トルペ、カワイルカたち       |      |
| 44 | The Legend of Los Tres         | フランシスコ                         |      |
| 45 | Top Banana King                | ボボ、ゼイニーたち                   |      |
| 46 | Home for Navidad               | エレナ                               | Yes  |
| 46 | Hearts Full of Cheer           | フランシスコ、エレナ、ナオミ、マテオ | Yes  |
| 47 | The Most Royal Man             | マルゼル                             |      |
| 48 | Never Get Away                 | ラファ、マテオ                       |      |
| 49 | More Than Your Magic           | スカイラー、エレナ                   |      |
| 50 | Give Me A Shot                 | ルナ                                 |      |
| 51 | Speak                          | ミグズ、スカイラー、ナオミ           |      |

### シーズン3
| #  | 挿入歌タイトル              | 歌唱 | 配信 |
| -- | --------------------------- | --- | ---- |
| 52 | The One and Only            | アッシュ |      |
| 53 | In the Glorious Now         | フール、エレナ |      |
| 54 | Chief Daddy                 | ズーム、エストレリャ、ミンゴ                                                                                         |      |
| 55 | In Her Honor                | フリオ |      |
| 56 | Royal Friends               | エレナ、アビゲイル女王、ヘクター国王                                                                                 |      |
| 57 | Happy to Be Alive           | エレナ |      |
| 57 | The Wonder of Me            | ドニャ・パロマ、マリーナ、ナオミ、ゲイブ                                                                             |      |
| 58 | With Everyone               | マリーナ、ナオミ、ゲイブ、ドニャ・パロマ                                                                             |      |
| 58 | Love Always                 | エレナ、イザベル、フランシスコ、ルイーサ                                                                             | Yes  |
| 59 | In the Spirit of Love       | フェリシア |      |
| 60 | In Charge                   | マテオ、ゲイブ | Yes  |
| 61 | Pick It Up                  | エレナ、イザベル、フロー                                                                                             |      |
| 61 | Chocolate Oh So Sweet       | ルイーサ、エレナ、イザベル                                                                                           |      |
| 62 | That's What Sisters Do      | エレナ、イザベル、アントニオ、パブロ                                                                                 |      |
| 63 | Unspoken                    | エレナ |      |
| 64 | You Must Persist            | エレナ、アントニア                                                                                                   |      |
| 65 | Wings Up                    | エレナ、ルナ |      |
| 66 | By My Side                  | アラカザール、マテオ                                                                                                 |      |
| 67 | When Tito So Sweetly Sings  | |      |
| 67 | More, More, More            | |      |
| 68 | Chasing Down the Wind       | ベロニカ、ナオミ |      |
| 69 | On Hanukkah                 | レベッカ |      |
| 70 | Give It a Whirl             | エレナ、クロエ |      |
| 70 | Avalor Birthday Song        | |      |
| 71 | Everything's Fine           | エレナ、ナオミ |      |
| 72 | Put Your Mind To It         | トミコ、エレナ、イザベル                                                                                             |      |
| 73 | Magic Works Like a Charm    | ブロンジーノ |      |
| 74 | Something in the Air        | フロー、召し使いたち、イザベル、衛兵たち、庭師、エレナ                                                               | Yes  |
| 74 | Potion                      | マテオ、エレナ、フロー                                                                                               |      |
| 74 | Sweeter Days                | イザベル、ルイーサ                                                                                                   |      |
| 74 | Sweetheart's Day            | サンドラ、ホルヘ、店主、エレナ、マテオ、マリーナ、フロー、男性たち                                                   |      |
| 74 | All You Need and More       | マテオ、ドニャ・パロマ                                                                                               |      |
| 74 | You Gotta Sing              | マテオ、エレナ、フロー                                                                                               |      |
| 74 | The Perfect Girl/Guy For Me | アーマンド、マリーナ                                                                                                 |      |
| 75 | Way Back When               | ビクトル、カーラ、エレナ                                                                                             | Yes  |
| 76 | How We Love You             | エレナ、イザベル、フランシスコ、フロー                                                                               |      |
| 77 | Choose or Lose              | ノブリン |      |
| 78 | Girl's Day                  | ナオミ、イザベル、エレナ、イクスラン                                                                                 |      |
| 79 | Choose Your Path            | エレナ | Yes  |
| 80 | Long May She Reign          | マリーナ、アーマンド                                                                                                 | Yes  |
| 80 | Fit to Be Queen             | フランシスコ、イザベル、ルイーサ、ナオミ、フリオ、ドニャ・パロマ、マテオ、ゲイブ、エレナ、王族たち、ジャークインたち | Yes  |
| 81 | The Four Shades of Awesome  | 4人の夜の影 | Yes  |
| 82 | Never Too Late              | エレナ、エステバン                                                                                                   | Yes  |
| 82 | Guiding Light               | フランシスコ、エレナ                                                                                                 | Yes  |

### エレナとアバローの秘密
| 挿入歌タイトル        | 挿入歌タイトル     | 歌唱                     | 配信 | 配信 |
| --------------------- | ------------------ | ------------------------ | ---- | ---- |
| The Great Unknown     |                    |                          |      |      |
| Our Mighty Jaquin Cry | ジャークインの歌   | スカイラー、ミグズ、ルナ | Yes  | Yes  |
| The Spirit of Avalor  | アバローの心       | スカイラー、ミグズ、ルナ | Yes  | Yes  |
| My Time               | 今こそ～私は進む～ | エレナ                   | Yes  | Yes  |

## 短編（ショーツ）
話数は日本Disney＋準拠。

### バレストレリャでの冒険（Adventures in Vallestrella）
| # | タイトル             | 原題                     | 公開日         |
| - | -------------------- | ------------------------ | -------------- |
| 1 | チョウチョガエル     | Flight of the Butterfrog | 2017年10月14日 |
| 2 | 太陽の鳥             | Sleeping Sunbird         | 2017年10月14日 |
| 3 | スターフルーツ       | Fast Food                | 2017年10月14日 |
| 4 | クジャウサギのダンス | Peabunny Boogie          | 2017年10月14日 |
| 5 | 人間                 | Human Nature             | 2017年10月14日 |

### 杖の練習 ズーゾと一緒（Scepter Training with Zuzo）
| # | タイトル     | 原題                       | 公開日        |
| - | ------------ | -------------------------- | ------------- |
| 1 | 幻影         | The Heist                  | 2018年2月24日 |
| 2 | 宝物庫の罠   | Royal Treasury Escape Room | 2018年2月24日 |
| 3 | 炎の対決     | Nothing But Blaze          | 2018年2月24日 |
| 4 | 盗賊の正体   | Stowaway                   | 2018年2月24日 |
| 5 | 招かれざる客 | Don't Be Our Guest         | 2018年2月24日 |

### 秘密の人魚の世界（The Secret Life of Sirenas）
| # | タイトル           | 原題                  | 公開日        |
| - | ------------------ | --------------------- | ------------- |
| 1 | 真珠探し           | Feeling Clammy        | 2018年9月21日 |
| 2 | マリーサと鏡       | Marisa And The Mirror | 2018年9月22日 |
| 3 | ウミガメのレース   | Off To The Races      | 2018年9月21日 |
| 4 | タコのバンド       | One-Octopus Band      | 2018年9月22日 |
| 5 | マルゼルのステップ | Walk This Way         | 2018年9月21日 |

### 内なる魔法の力（Discovering the Magic Within）
| # | タイトル         | 原題                         | 公開日         |
| - | ---------------- | ---------------------------- | -------------- |
| 1 | フローのお留守番 | When the Royal Family's Away | 2019年10月13日 |
| 2 | 大掃除           | Spring Cleaning              | 2019年10月15日 |
| 3 | ピクニックの日   | Not So Basic Training        | 2019年10月17日 |
| 4 | エレナの感情     | No Good Deed Goes Unpunished | 2019年10月17日 |
| 5 | 新しい魔法       | Modern Royal Family          | 2019年10月19日 |

## 特別放送概要
ディズニー・チャンネル内での特別編成では、新エピソードや特別エピソードが放送された。
| 年     | 月日     | 特別編成タイトル                                       | 新エピソード         |
| ------ | -------- | ------------------------------------------------------ | -------------------- |
| 2017年 | 4月23日  | アバローのプリンセス エレナ 魔法できらめく日曜日       | #12                  |
| 2017年 | 8月4日   | プリンセス・サマー！ エレナ特集                        | #17                  |
| 2017年 | 12月9日  | ディズニー・チャンネル クリスマス                      | #11（日本初放送）    |
| 2017年 | 12月16日 | はばたけ！魔法の王国へ エレナの新作サタデー            | #21-22（日本初放送） |
| 2018年 | 3月17日  | エレナがいっぱい！ 春の新作カーニバル                  | #26-27               |
| 2018年 | 6月10日  | 新作エレナ！ マジカル・アドベンチャー                  | #34                  |
| 2018年 | 8月24日  | 新作エレナ！ マジカル・フライデー                      | #35                  |
| 2018年 | 10月20日 | ディズニー・チャンネル15周年 プリンセス特集            | #41-42（日本初放送） |
| 2019年 | 8月23日  | ディズニー・チャンネル ガールズパワー・サマー！        | #49-51               |
| 2019年 | 12月7日  | 歌え！ ディズニー・チャンネル ミュージック・パーティー | #46                  |
| 2019年 | 12月14日 | アバローのプリンセス エレナ 冬の新作サタデー！         | #52                  |
| 2020年 | 2月8日   | エレナの新魔法！ パワーアップ大放送                    | #57-58（日本初放送） |
| 2020年 | 4月11日  | 新作エレナ！ 魔法使いサタデー                          | #66                  |
| 2020年 | 8月      | ディズニー・チャンネル オール・ニュー・サマー！        |                      |
| 2020年 | 11月23日 | 新作エレナ！ マジカル大放送                            | #75-76               |
| 2021年 | 2月20日  | プリンセス！エレナ フィナーレ・パーティー              | #80-82（日本初放送） |

## 関連商品

### DVDリリース
| タイトル                                          | 発売日        | 収録内容 | 収録時間 |
| ------------------------------------------------- | ------------- | --- | -------- |
| アバローのプリンセス エレナ／はじまりの朝         | 2017年6月21日 | ・はじまりの日／大切な約束 ・怒りの火山 ・若返りの泉 | 約91分   |
| アバローのプリンセス エレナ／ソフィアのペンダント | 2017年7月19日 | ・エレナとアバローの秘密 ・魔法の戦い ・立派なリーダー ＜ボーナスコンテンツ＞ ・ステキな王子 ・国王の集まり ・ミュージック・クリップ ♪今こそ～私は進む～ | 約108分  |
| アバローのプリンセス エレナ／大切な思い出         | 2018年2月21日 | ・先祖のお祝い ・ナビダーのお祝い ・カーニバルの王 ・ナオミの誕生日 ＜ボーナスコンテンツ＞ ・クリスタルの洞窟 ・ターナー船長のふるさと                   | 約91分   |

### サウンドトラック
- アバローのプリンセス・エレナ サウンドトラック にほんごうた（CD）[112][113]
- アバローのプリンセス エレナ サウンドトラック（デジタル配信限定）[114]
- アバローのプリンセス エレナ サウンドトラック 日本語版 EP（デジタル配信限定）[115]